# 博拉納奧羅莫人
博拉納奧羅莫人或简称博拉納人，是奧羅莫人的一個分支，生活在埃塞俄比亚南部的博拉纳等地区，说奥罗莫语的分支博拉纳语。
博拉纳人以博拉納曆著称。